# NGC 1093
NGC 1093 é uma galáxia espiral (Sab) localizada na direcção da constelação de Triangulum. Possui uma declinação de +34° 25' 12" e uma ascensão recta de 2 horas, 48 minutos e 16,1 segundos.
A galáxia NGC 1093 foi descoberta em 6 de Dezembro de 1879 por Édouard Jean-Marie Stephan.